# إميلي دوليتل
إميلي دوليتل هي ملحنة كندية، ولدت في 16 أكتوبر 1972 في هاليفاكس في كندا.